# Mafia serbe
Mafia serbe, crime organisé serbe, trafic humain (CO) et (TH) Naša Stvar (traduction de l'italien Cosa nostra) sont des termes généralistes utilisés pour désigner diverses organisations criminelles en Serbie ou dont les membres sont d'origine serbe. Les criminels serbes sont surtout actifs dans l'Union européenne et parfois aux États-Unis d'Amérique. La mafia serbe est principalement impliquée dans les contrats d'assassinat, vols de voiture, la contrebande, le trucage de rencontres sportives,trafic de drogue, le trafic d’être humain, la prostitution, le racket et l'extorsion de fonds auprès des commerçants ou des entreprises, l'infiltration de l'économie légale, le trafic d'armes.

## En Serbie

### Historique
La mafia en Serbie est composée de trois grands groupes qui ont à leur tour un vaste réseau de groupes plus petits. Ces groupes sont les clans Voždovac, Surcin et Zemun, tous basés à Belgrade.
Au cours de la période s'étendant entre la guerre d'ex-Yougoslavie et la mort du Premier ministre serbe Zoran Đinđić, les liens entre la mafia et le gouvernement ont été mis en évidence. La corruption est endémique dans la plupart des branches du gouvernement, des patrouilles frontalières aux services de police. Après que Slobodan Milošević eut été évincé du pouvoir, le crime organisé en Serbie est passé dans la clandestinité mais bientôt une sanglante querelle apparut rapidement entre les différents clans. La querelle grandit dans une guerre ouverte dans laquelle de nombreux chefs de la mafia perdirent la vie. En 2003, peu après l'assassinat de Đinđić, le gouvernement serbe lança une importante opération antimafia nommée Operacija Sablja (« Opération Sabre » en français) qui conduisit à l'arrestation et à l'élimination de nombreux membres de la mafia. Elle provoqua aussi une émigration de ces criminels.
En janvier 2009, le ministre de l'Intérieur serbe, Ivica Dacic, estimait entre 30 et 40 le nombre de groupes conséquents de crime organisé en Serbie. Ces chiffres ne comprennent pas les groupes criminels mineurs mais les groupes criminels organisés impliqués dans le trafic d'armes et de drogue, la traite des êtres humains, des meurtres et de grands vols.
Aujourd'hui, le gang le plus important, de Serbie, et du Monténégro à la fois, est celui des frères Šarić, considéré comme le premier groupe pour le trafic de cocaïne en Europe et actif dans le trafic d'être humain, prostitution et le blanchiment d'argent. Après la saisie, fin 2009, de 6,4 tonnes de cocaïne en Uruguay et exploité dans toute l'Europe, un mandat a été émis contre le leader du groupe, Darko Šarić, mais celui-ci reste encore introuvable. Des menaces sérieuses ont par la suite été émises envers les dirigeants de l'État serbe, dont le président Boris Tadic. Ceux-ci, face à la menace du gang considéré comme le plus dangereux des Balkans, ont dû prendre des mesures de sécurité exceptionnelles. Les frères Šarić sont considérés par la police de Serbie comme des psychopathes, ils font du trafic d'organes (de cœurs), ils sont très proches de la mafia albanaise, russe, et bulgare. Ils envoient la marchandise vers le marché noir en Europe.
Darko Šarić est un des trafiquants de cocaïne les plus recherchés par la police européenne. En 2004, il s'est fait arrêter en possession de 370 kilos de cocaïne mais réussit à s'échapper. Il continue son trafic et demeure introuvable.

### Principaux membres de la mafia sous l'ère Milošević
Les principaux criminels serbes de Belgrade à l'époque de Slobodan Milošević (apogée de la puissance de la mafia serbe) ont été présentés dans Vidimo se u čitulji (en français : « Rendez-vous à l’avis de décès »). Certains de ceux-là sont :
- Željko Ražnatović (Arkan), le criminel serbe le plus puissant ;
- Milorad « Legija » Ulemek

### Meurtres par ordre chronologique
Quelques meurtres commis par la mafia serbe entre septembre 1992 et août 2010 :
- Aleksandar Knežević « Knele », la jeune star de la mafia serbe à l'époque de sa mort ; assassiné le 28 octobre 1992 dans la chambre de l'hôtel Hyatt à Belgrade, où il résidait. Il avait des liens étroits avec les autorités ;
- Georg Stanković « Žorž », l'un des plus connus des chefs de la mafia de l'ancienne génération ; tué le 1er octobre 1993 par un assassin seul ;
- Roméo Savic, retrouvé mort dans son appartement le 8 novembre 1994 ;
- Mihajlo Divac, chef du gang de Novi Beograd, qui avait déjà survécu à un certain nombre d'autres tentatives de meurtre ; abattu dans le hall de l'hôtel « Putnik », à Belgrade le 12 février 1995 ;
- Bane Grabenarevic, tué dans une embuscade à Bezanijska Kova le 27 mars 1996 ;
- Božidar Stanković « Batica », le fils de Georg Stanković ; assassiné le 23 juin 1996 par un tueur à gages ;
- Zoran Dimitrov « Žuća », un des membres du clan Voždovac, qui avait survécu auparavant à plusieurs autres tentatives de meurtre ; tué le 6 octobre 1996 ;
- Rade Ćaldović « Centa », tristement célèbre mafioso belgradois ; assassiné le 14 février 1997 dans sa voiture à Belgrade par deux hommes ;
- Radovan Stojičić « Badža », un chef de la police ; tué le 10 avril 1997 dans la pizzeria Mama Mia à Belgrade ;
- Zoran Todorović « Kundak », tué le 24 octobre 1997 ;
- Jusuf Bulić « Jusa », l'un des plus proches des hommes d'Arkan ; assassiné le 4 mai 1998 ;
- Darko Asanin, criminel belgradois lié à la drogue et à des meurtres ; tué le 30 juin 1998 dans son café Koloseum à Dedinje. Pavle Bulatović, un ancien ministre de la Défense, était son oncle ;
- Zoran Šijan, le chef du gang « Surcin ; tué le 27 novembre 1999 ;
- Željko Ražnatović « Arkan » ; assassiné le 15 janvier 2000 ;
- Radoslav Trlajić « Bata Trlaja », un autre chef de la mafia à Belgrade et membre du clan de Novi Beograd ; tué le 26 février 2000 par Mile Lukovic du gang de Zemun. Il est célèbre pour avoir fait référence à Belgrade dans les années 1990 comme « un bassin trop petit pour tant de crocodiles ;
- Zoran Davidovic « Canda » ; assassiné alors qu'il revenait de l'enterrement de Branislav Lainović le 23 mars 2000 ;
- Zoran Uskoković « Skole », homme d'affaires belgradois ; assassiné le 27 avril 2000 par des membres du clan Zemun ;
- Momir Gavrilovic, l'ancien chef adjoint du service de renseignement à Belgrade ; tué le 3 août 2001 par Milorad Ulemek « Legija » et le clan Zemun dans l'optique de nuire à l'administration de Zoran Đinđić en convainquant le public qu'il avait été tué pour avoir livré des preuves de liens entre le gouvernement et la mafia. L'ADN de Sretko Kalinic (assassin principal du clan Zemun) a été retrouvé sur le lieu du crime. Zvezdan Jovanovic avait été invité à procéder à l'assassinat ;
- Branislav Lainović « Dugi », homme d'affaires de Novi Sad ; assassiné à Belgrade le 21 mars 2003 par Miloš Simovic du gang de Zemun.
- Smail Taric (18-19 août 2008), décapité par deux membres du clan Beran, Velibor Brkic et Milos Rasic, en raison de ses liens avec la police[4].
- Branislav Saranovic « Brano », était un membre chef du clan mafieux italo-yougoslave Saranovic qui opère dans plusieurs pays européens. Son clan avait le contrôle total sur le Monténégro, une grande partie de Belgrade et sur la Bosnie orientale. En 1991, Branislav assassina Boris Petkov, un membre du clan Voždovac. Il est assassiné le 10 septembre 2009 à son appartement de Belgrade par le clan Voždovac par vengeance.
- Nikola Milinkovich « Serbe fou » était un criminel serbe, un des chefs de la mafia en Europe et dans le monde dans les années 1950 ; la légende dit que Nikola a été tué par un assassin à la solde d'Al Capone à New York le 10 novembre 1953. Il était né à Kragujevac en 1921.

## Internationalisation de la mafia serbe

### En Macédoine
Stanislava Poletan, mariée à Ranko Poletan, ancien commandant de la Garde volontaire serbe (les Tigres d'Arkan) est soupçonnée d'avoir orchestré le transport des 486 kilogrammes de cocaïne saisis à Blace. En raison de sa double nationalité, elle est susceptible de se cacher en Serbie.

### En Suède
Les dénominations suédoises pour la mafia serbe sont Jugoslaviska maffian, Serbiska maffian et Juggemaffian.
La mafia serbe en Suède a été la première organisation criminelle mais elle décline depuis la mort de plusieurs personnes importantes. Une guerre a été menée sur le contrôle des restaurants et du trafic des stupéfiants et des cigarettes. Elle a abouti à la mort de Jokso et de Ratko Djokić.
Quelques personnes en relation avec la mafia serbe en Suède :
- Ratko Djokić « Le parrain », marchand d'armes, contrebandier de cigarettes ; assassiné le 5 mai 2003 par un tueur à la solde de Rade Kotur, un autre criminel serbe ;
- Dragan Joksović « Jokso », célèbre joueur, trafiquant de cigarettes présumé ; assassiné le 4 février 1998 à Solvalla, Stockholm, par un assassin finnois embauché par « Kova ». Il était un ami proche d'Arkan et l'aurait aidé à de nombreuses reprises. Arkan et de nombreuses autres personnalités connues de la mafia ont assisté à ses funérailles. « Kova » a par la suite été tué en face de soixante invités sur ordre d'Arkan afin de se venger ;
- Milan Sevo, déclaré comme étant le dernier chef de la mafia serbe en Suède, a survécu à plusieurs tentatives de meurtre et s'est même échappé d'une prison. Il est marié avec la fille de Ratko Djokić. Il a des liens avec la branche suédoise des Hells Angels.

### Au Danemark
L'acteur serbo-danois Slavko Labovic, qui a joué Radovan dans le film Pusher, a été un ami d'Arkan et a déjà été arrêté avec son frère pour avoir possédé des armes illégalement. La Fraternité serbe (en serbe : Srpsko Bratstvo) est considérée comme la première organisation criminelle de Copenhague.

### En Allemagne
Les termes allemands désignant la mafia serbe sont Serbische Mafia et Jugoslawische Mafia :
- Ljubomir Magaš « Ljuba de Zemun » « Le Parrain », considéré comme le plus grand chef de la mafia serbe à l'époque de sa mort ; tué devant le palais de justice à Francfort (Allemagne) le 10 novembre 1986 par Goran Vuković « Majmun » de deux balles au cœur à bout portant ;
- Goran Vuković « Singe », surtout connu pour avoir tué Ljubomir Magaš. Il a survécu à cinq tentatives de meurtre après l'assassinat de Ljubomir Magaš, il a été assassiné avec son garde du corps Dusko Malovic dans le centre-ville de Belgrade en soirée le 12 décembre 1994. Il était membre du clan de Voždovac ;
- Andrija Draskovic, un héritier de la mafia serbe d'Arkan, a été arrêté à Francfort, après quatre ans de fuite du département anti-mafia italien.

### En Autriche
- Le 27 octobre 1978, Veljko Krivokapić se rendit au café Zur Hauptpost à Vienne pour une réunion secrète avec Ljubomir Magaš (dont il avait quitté le gang). Magaš et un autre serbe, Rade Caldović, lui fracturèrent le crâne avec une bouteille.

### Aux Pays-Bas
Le 17 novembre 2000, l'assassinat du mafieux Zoran Vrhovac (né serbe) ainsi que la femme néerlandaise qui l'accompagnait, commandité par Joca Jocic, membre d'un autre gang serbe, a secoué la police d'Amsterdam car il y avait déjà eu de nombreux cas non élucidés et de nombreux immigrants serbes arrêtés avant. Ces dernières années, l'influence de la mafia serbe s'est accrue aux Pays-Bas.
- Sreten Jocic « Joca Amsterdam » originaire du même pays, assassin et trafiquant de drogues est le chef de la mafia serbe d'Amsterdam.

### En Norvège
Dans les années 1980, les gangs et les mafias non norvégiennes dominaient le commerce de la drogue. Dans les années 1990, la Norvège a vu un afflux de Yougoslaves demandant le statut de réfugié en raison du conflit dans les Balkans. Actuellement, les groupes yougoslaves font partie des organisations criminelles dominantes en Norvège.

### Aux États-Unis
- Le célèbre groupe criminel YACS : Yougoslaves, Albanais, Croates, Serbes ;
- Le groupe Bosnian Mafia, basé à Louisville, Kentucky ;
- Bosco Radonjich, chef du groupe criminel américano-irlandais The Westies, entre 1988 et 1992.
- Grupa Amerika, groupe de narcotrafiquants spécialisé dans la logistique et le transport de cocaïne et d'héroïne entre la Colombie, l'Amérique du Nord et l'Europe ayant pour leader Mile Miljanić et son bras-droit Zoran Jakšić, tous deux originaires de Zrenjanin.

### En France
- Stevan Marković, dont le corps fut retrouvé dans des sacs à ordures en 1968, était en liaison avec des gangsters corses. Il avait été garde du corps d'Alain Delon. Son parrain corse François Marcantoni a été l'objet d'une enquête pour meurtre et a passé 11 mois en détention.
- The Pink Panthers, un groupe de braqueurs de bijouteries. La police monégasque a arrêté deux de ses membres en octobre 2008, deux serbes dont un originaire de Bosnie (Republika Srpska). Le montant total de leurs vols est estimé à près de 160 millions d'euros[6].
- Le clan Saranovic, un clan italo-yougoslave familial exclusivement composé de frères et de cousins d'origine serbe et monténégrine dont l'un des parrains fut Branislav Saranovic, assassiné en 2009[réf. nécessaire]. Le clan exerce principalement dans le trafic d'armes, la contrebande, les contrats d’assassinats, le proxénétisme, le blanchiment d'argent et les passages clandestins. Les parrain soupçonnés seraient Topleza et Muharrem Saranovic, surnommé « Mile » dans le milieu, qui font l'objet de nombreuses enquêtes criminelles. Le clan italo-yougoslave est en guerre constante contre le clan Voždovac. Ils exercent en Italie, Amsterdam, Suisse, Allemagne, Autriche et ex-Yougoslavie.
- Début 2010, un gang composé majoritairement de personnes d'origine serbe est démantelé en région parisienne. Le groupe criminel était impliqué dans le vol de voitures de location, louées sous de fausses identités et revendues à Belgrade, Serbie. Parmi les voitures volées, on compte notamment des voitures de luxe, comme des Range Rover. Les activités criminelles et le réseau maintenu avec le crime organisé serbe se manifestent surtout dans les villes frontières, notamment à Strasbourg[7], proche de la frontière allemande.

## Dans les médias
- Dans Grand Theft Auto IV, Niko Bellic est inspiré du gangster serbe Aleksandar Knežević Knele.
- On voit des criminels serbes dans la trilogie danoise Pusher ainsi que dans les films En Chine ils mangent des chiens, Leo, Kartellen, Paradiset, Rane et Layer Cake.
- Un documentaire serbe, Vidimo se u citulji, leur est consacré.
- La série "Opération Sabre" (diffusée en 2025 sur Arte), décrit le contexte Serbe ayant conduit à l'assassinat du Premier Ministre Zoran Djindjic en 2003.

### Stéréotype
Les criminels serbes dans les films sont souvent grands, chauves, musclés, vêtus de vestes de cuirs et ont parfois un tatouage d'AK-47. Ils ont un tempérament chaud et sont des assassins à sang froid. Ils sont solidaires, et n'aiment pas les traîtres...